# Duarte Nuno Pereira Gomes
Duarte Nuno Pereira Gomes (Funchal, 16 de janeiro de 1973) é um ex-árbitro de Portugal.
Fez parte da Associação de Futebol de Lisboa. Sua profissão é Bancário.
Foi árbitro de categoria internacional, tendo esta colocado na 1ª categoria da UEFA para a época de  2012/2013 